# Epic Games
Epic Games er et spiludviklingsfirma, som er mest kendt for spillet Fortnite. Udover Fortnite, har de også lavet spil som Gears Of War 3, Paragon og Unreal Tournament.
Virksomheden blev grundlagt i 1991 af Tim Sweeney og Mark Rein. Virksomhedens hovedkvarter ligger i Cary, North Carolina, USA.
| Firma | Spire Denne artikel om et firma eller en virksomhed i USA er en spire som bør udbygges. Du er velkommen til at hjælpe Wikipedia ved at udvide den. |